# Laure de Saint-Ouen
Jeanne-Marie-Mathurine Ponctis de Boën (Lyon, 26 juin 1778 - Lironcourt, 5 octobre 1838) est une écrivaine française sous le nom de Laure de Saint-Ouen, autrice de manuels scolaires d'histoire utilisés dans les écoles primaires au XIXe siècle. Elle est reconnue à son époque comme l'inventrice des « tableaux mnémoniques ».

## Biographie
Fille de Jacques-Marie Ponctis de Boën (1752-1793), seigneur et gouverneur de Boën dans le Forez, elle épouse à Lyon Charles Marie Xavier Urguet de Saint-Ouen (Vaudoncourt 20 octobre 1776-Nancy 12 décembre 1841), de Châtillon-sur-Saône. Ils ont deux fils : Claude Olympe Marie Xavier Adolphe Urguet de Saint-Ouen (1800-1849), avocat et député de la Constituante de la IIe République, et Charles François Ernest Urguet de Saint-Ouen (1801-1863), inspecteur des Eaux et Forêts.
Xavier Urguet de Saint-Ouen, frère cadet d'Athanase, est nommé maire de Châtillon puis sous-préfet de Mirecourt à l'époque napoléonienne : sa carrière politique s'arrête brutalement en 1814.

## Apport à l'enseignement de l'histoire
Sous le nom de Laure de Saint-Ouen, Mme Urguet écrit à partir de 1821 des manuels scolaires destinés aux écoles primaires qui se développent alors. Ses « médailles historiques » sont reconnues par le Journal d'éducation publié par la Société de l'instruction élémentaire, et son premier ouvrage, publié anonymement l'année suivante est pareillement salué. Les Tableaux mnémoniques de l'histoire de France... connaissent un succès immédiat. L'Histoire de France depuis l’établissement de la monarchie jusqu’à nos jours, publiée pour la première fois en 1827, est un véritable best-seller, lauréat du concours de la même Société de l'instruction. D'après Isabelle Havelange, cet ouvrage, racheté par Louis Hachette en 1832 et constamment réédité, atteint un tirage cumulé de 2,2 millions d'exemplaires en 1880.

Sur le même principe que l'Histoire de France..., Mme de Saint-Ouen publie une Histoire ancienne, une Histoire romaine, une Histoire de l'Angleterre, une Histoire sainte pour les classes primaires. Son Histoire de Napoléon (1833) est perçue par la critique de l'époque comme équilibrée : 
« on n’y reconnaît aucune trace des passions haineuses qui déparent souvent nos histoires modernes. La modération et la vérité sont les qualités prédominantes »
dit ainsi le Journal de la Meurthe et des Vosges du 1er octobre 1833.

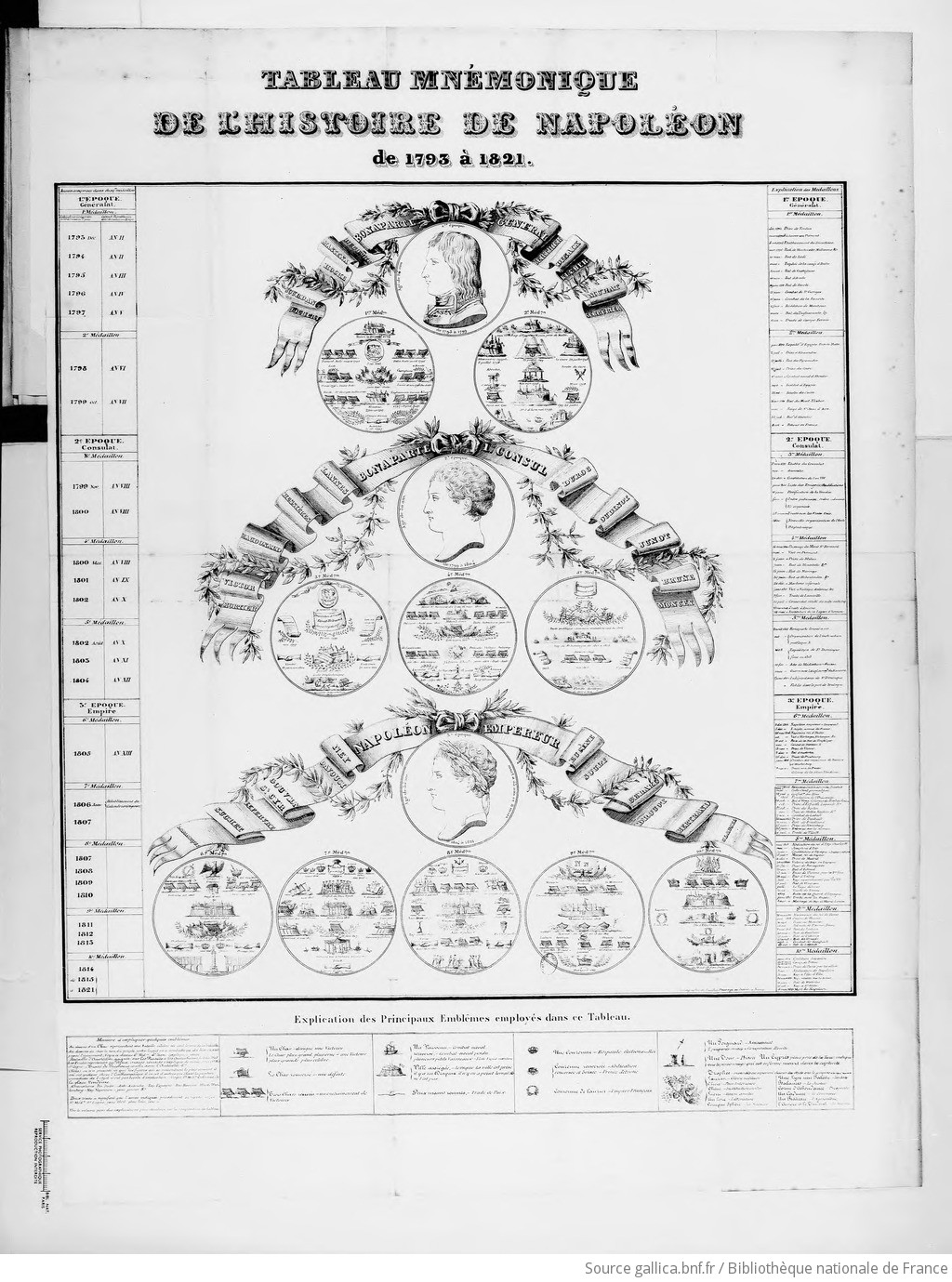
Histoire de Napoléon par Mme de Saint-Ouen. Tableau

Dans ses ouvrages, Mme de Saint-Ouen reprend le principe des abrégés d'histoire utilisés dans les collèges d'Ancien régime et des manuels du père jésuite Jean-Nicolas Loriquet pour les moderniser. L'histoire se présente de manière chronologique, en listes ou tableaux de dates et de règnes à connaître par cœur, terminés par des observations d'ordre général. Des questionnaires viennent à la fin de chaque chapitre pour vérifier les connaissances des élèves. Enfin, ses livres sont illustrés, de portraits de souverains parfois fantaisistes, ce qui constitue cependant une nouveauté saluée par les éducateurs.

## Edition des œuvres du roi Stanislas
En 1825, et probablement un peu avant, Mme de Saint-Ouen établit une édition d'œuvres choisies de Stanislas Leszczynski, ancien roi de Pologne et duc de Lorraine, mort en 1766, à partir de ses manuscrits autographes conservés à la bibliothèque municipale de Nancy. Il s'agit d'un recueil thématique comportant les conseils adressés à sa fille, la reine de France Marie, à son petit-fils le dauphin, ainsi que des extraits de textes politiques, moraux et philosophiques. En annexe figurent des extraits de la correspondance de Stanislas avec différents souverains de son époque, toujours issue de la collection de la bibliothèque de Nancy.

Quelques années avant l'érection de la statue du souverain sur la place qui porte aujourd'hui son nom à Nancy, le propos de l'autrice est de rappeler au plus grand nombre, grâce à une publication populaire et dans un style facile à lire, la mémoire de Stanislas et ses bienfaits en faveur de la Lorraine durant son règne. C'est avec une palpable émotion qu'elle s'attache à convaincre ses lecteurs :
« remplie d'admiration pour le meilleur des princes, j'éprouvai le besoin de joindre à ce public hommage, un hommage particulier (...). Plus d'une fois mes larmes ont coulé sur ces mots tracés de sa main, et qui me semblaient échappés de sa bouche ! »
Sur la foi de cet ouvrage, il est possible de lui attribuer une publication anonyme intitulée Relation d’un voyage de Dantzick à Marienwerder (1734) , publiée à Paris, chez Raynal, en 1823 et dont le texte est entièrement similaire à l'un des chapitres du livre, ainsi probablement que les Maximes et réflexions politiques, morales et religieuses, d’un administrateur couronné, qualifié du titre de philosophe bienfaisant, extraites des mémoires de Stanislas Leckzinski roi de Pologne mort en 1766. Hommage au monarque éclairé qui s’en rapproche le plus par les liens du sang, publiées à Parme, de l’imprimerie Bodoni, en 1822 déjà.
Enfin en 1836, sur la lancée de ses manuels, elle donne une Histoire de Stanislas, roi de Pologne, duc de Lorraine et de Bar, à l’usage des écoles primaires, à Nancy chez Vidart, au ton héroïque et au contenu édifiant, explicitement relié à l'existence de la statue (« Une statue érigée à Stanislas embellit aujourd'hui les lieux que rendit heureux sa présence »).

## Ouvrages
On indique la date de la première édition.
- Tableaux mnémoniques de l’histoire de France, composés de médaillons chronologiques…, Paris : L. Colas, 1822.
- Œuvres choisies de Stanislas, Paris : J. Carez, 1825, 448 p
- Tableaux historiques des peuples modernes européens, composés de médaillons renfermant le portrait de chaque prince…, Paris : J. Carez, 1825, XXIV-260 p.
- Histoire ancienne élémentaire, Paris : A. Dupont, 1827, II-181 p.
- Histoire de France, depuis l’établissement de la monarchie jusqu’à nos jours, Paris : L. Colas, 1832, 179 p. Nombreuses rééditions
- Histoire de Napoléon, accompagnée d’un tableau mnémonique des principaux événemens de sa vie, Paris : A.-J. Dénain, 1833, 360 p.
- Histoire romaine élémentaire, Paris : Hachette, 1834, XII-163 p.
- Histoire de Stanislas, roi de Pologne, duc de Lorraine et de Bar, à l’usage des écoles primaires, Nancy : Vidart, 1836.
- Histoire ancienne mnémonique, Paris : Hachette, 1837, 264 p.
- Histoire de France élémentaire de 1789 à 1830, comprenant la Révolution de 1789, Paris : Vve Maire-Nyon, 1838, XXII-268 p.
- Tableaux mnémoniques de l’histoire d’Angleterre, Paris : veuve Maire-Nyon, 1838, XIII-294 p.
- Délia : nouvelle russe, Paris : A. Boblet, 1838-1840, 2 vol.
- Histoire sainte élémentaire, Paris, Hachette, 1839.

## Sources et bibliographie
1. ↑  Antonin Auteur du texte Portallier, Tableau général des victimes & martyrs de la Révolution, en Lyonnais, Forez et Beaujolais : spécialement sous le régime de la Terreur, 1793-1794 ([Reprod.]) / par Antonin Portallier, 1911 (lire en ligne)
2. ↑  Michel (Jean-François), « Madame Laure de Saint-Ouen, première historienne pour les écoliers de France (1779-1838) », Mémoires de l’Académie Stanislas,‎ 1991-1992, p. 292-307
3. 1 2  Isabelle Havelange, « Des femmes écrivent l’histoire. Auteurs féminins et masculins des premiers livres d’histoire pour la jeunesse (1750-1830) », Histoire de l’éducation, no 114,‎ 1er mai 2007, p. 25–51 (ISSN 0221-6280, DOI 10.4000/histoire-education.1245, lire en ligne, consulté le 16 novembre 2024)
4. ↑  Société pour l'instruction élémentaire (France) Auteur du texte, « Journal d'éducation / publié par la Société formée à Paris pour l'amélioration de l'enseignement élémentaire », sur Gallica, 1er juin 1826 (consulté le 16 novembre 2024)
5. ↑  « Journal de la Meurthe », sur kiosque.limedia.fr (consulté le 16 novembre 2024)
6. ↑  Société pour l'instruction élémentaire (France) Auteur du texte, « Journal d'éducation / publié par la Société formée à Paris pour l'amélioration de l'enseignement élémentaire », sur Gallica, 1er juillet 1827 (consulté le 16 novembre 2024)
7. ↑  Eugène Brouard, « Saint-Ouen (Mme de) », sur http://www.inrp.fr/edition-electronique/lodel/dictionnaire-ferdinand-buisson (consulté le 16 novembre 2024)
8. ↑  « Ouvrages manuscrits du feu roi de Pologne Stanislas 1er, la plupart écrits de sa main », sur galeries.limedia.fr (consulté le 16 novembre 2024)
9. 1 2  Saint-Ouen (Laure de), « Préface », dans Oeuvres choisies de Stanislas, roi de Pologne..., Paris, Librairie de J. Carez, 1825, i-vii